# Municipio de Douglas (condado de Harrison)
El municipio de Douglas (en inglés: Douglas Township) es un municipio ubicado en el condado de Harrison en el estado estadounidense de Iowa. En el año 2010 tenía una población de 193 habitantes y una densidad poblacional de 2,06 personas por km².

## Geografía
El municipio de Douglas se encuentra ubicado en las coordenadas 41°44′21″N 95°37′4″O / 41.73917, -95.61778. Según la Oficina del Censo de los Estados Unidos, el municipio tiene una superficie total de 93.62 km², de la cual 93,36 km² corresponden a tierra firme y (0,27 %) 0,26 km² es agua.

## Demografía
Según el censo de 2010, había 193 personas residiendo en el municipio de Douglas. La densidad de población era de 2,06 hab./km². De los 193 habitantes, el municipio de Douglas estaba compuesto por el 96,89 % blancos, el 0,52 % eran asiáticos y el 2,59 % eran de una mezcla de razas. Del total de la población el 0 % eran hispanos o latinos de cualquier raza.